# Rhamphochromina
Die Rhamphochromina sind eine im ostafrikanischen Malawisee, im Malombesee, im Chilingalisee, im Kratersee Kingiri und im oberen Shire endemisch vorkommende Gruppe der Buntbarsche (Cichlidae). Alle Arten der Rhamphochromina leben pelagisch und ernähren sich von kleineren Fischen oder von Zooplankton.

## Merkmale
Die verschiedenen Arten der Rhamphochromina sind normalerweise kleine oder mittelgroße Fische mit einem mehr oder weniger langgestreckten Körper. Sie sind silbrig, grau, schwärzlich oder gegenschattig gefärbt ohne irgendwelche dunklen Muster. Ausnahme ist ein dünner Mittelstreifen bei zwei Rhamphochromis-Arten. Alle Kieferzähne sind einfach und einspitzig. Die Zähne der äußeren Reihe stehen bei den meisten Arten weit auseinander. Die verschiedenen Arten der Rhamphochromina haben 33 bis 40 Wirbel, davon 14 bis 18 Rumpfwirbel und 17 bis 22 Schwanzwirbel. Alle Arten der Rhamphochromina sind Maulbrüter.

## Gattungen
Zu den Rhamphochromina gehören drei Gattungen und 17 Arten.
- Diplotaxodon Trewavas, 1935
- Pallidochromis Turner, 1994
- Rhamphochromis Regan, 1922